# Braunsophila latifrons
Braunsophila latifrons är en tvåvingeart som beskrevs av Lyneborg 1976. Braunsophila latifrons ingår i släktet Braunsophila och familjen stilettflugor. Inga underarter finns listade.